# Mario Golf (Game Boy Color)
Mario Golf (Japans: マリオゴルフGB; Mario Golf GB) is een computerspel dat werd ontwikkeld door Camelot en werd uitgegevend door Nintendo. Het spel kwam uit voor de Game Boy Color en Virtual Console (3DS). Het spel is een combinatie van een sportspel en RPG. De speler kan golf kan spelen en ervaring opdoen met het winnen van wedstrijden of het spelen van minigames. Deze ervaringspunten ('Experience points') kunnen worden ingezet op verschillende eigenschappen. Het speelveld wordt in de derde persoon met bovenaanzicht getoond.Het spel komt met een golfwoordenboek en uitgebreide score overzichten. Het spel kan met twee spelers gespeeld worden via de linkkabel.

## Platforms
| Jaar | Platform              |
| ---- | --------------------- |
| 1999 | Game Boy Color        |
| 2012 | Virtual Console (3DS) |

## Ontvangst
| Beoordeeld door                     | Jaar | Platform       | Score |
| ----------------------------------- | ---- | -------------- | ----- |
| IGN                                 | 1999 | Game Boy Color | 100%  |
| Gaming Target                       | 2000 | Game Boy Color | 95%   |
| Nintendo Land                       | 2003 | Game Boy Color | 94%   |
| All Game Guide                      | 1999 | Game Boy Color | 90%   |
| Super Play                          | 1999 | Game Boy Color | 90%   |
| Electric Playground                 | 1999 | Game Boy Color | 85%   |
| Digital Press - Classic Video Games | 2005 | Game Boy Color | 80%   |
| Power Unlimited                     | 2000 | Game Boy Color | 78%   |
| GameSpot                            | 2000 | Game Boy Color | 72%   |
| Nintendo Life                       | 2012 | Game Boy Color | 70%   |

## Trivia
- Het spel komt voor in het boek 1001 Video Games You Must Play Before You Die van Tony Mott.

Golf · 
NES Open Tournament Golf · 
Mario Golf (N64) · 
Mario Golf (GBC) · 
Toadstool Tour · 
Advance Tour · 
World Tour